# Warez小组列表
这里只介绍很小部分的Warez小组。

## 历史悠久的组织
存在几年以上的小组，或者不活动的小组。 
Bentley Sidwell Productions
Bentley Sidwell Productions，破解了IBM早期的个人电脑上使用软件。组织历史 （页面存档备份，存于）
CODEX
CODEX 或稱（CDX）是一個成立於2014年2月末的破解組織。它們以發布使用Steam許可的遊戲副本以及模仿Ubisoft的Uplay DRM保護而聞名。從2016年到2019年都是比較活躍的組織
CPI > Canadian Pirates Inc
Canadian Pirates Inc是多伦多安大略湖的一个破解组织，从1983年开始破解苹果的产品。组织历史 （页面存档备份，存于）
CiA > The Corporation(CORP)>SHOCK
SHOCK的成立者是Outbreak。在1996年7月SHOCK與CiA合併。同年10月，SHOCK成功合并CORP。1998年，SHCOK发布了超过1000个数量的破解作品，并且向ISO领域拓展（SHOCKiSO），1999年，SHOCK的作品数量超过了1500。2000年5月30日，数量超过了2000，一个新的里程碑。组织历史
Drink Or Die（DOD）
在WINDOWS95作为零售版本前将它发布了！后来在Operation Buccaneer行动中被捕。
EViL
The iSO division（EViLiSO）是第一个发布电影作品的组织。(then as Video CDs)最终让许多Topsites认可并接受VCD。最戏剧性的是在互联网上发布了美国派，在电影院放映的3个月前！
FiRM
The Firm是早期80－90年代著名的PC破解组织。他们大部分发布游戏破解，但也有少量软件。组织历史 （页面存档备份，存于）
International Network of Crackers（INC）
INC是早期80年代末90年代初破解发布IBM软件的组织之一。大部分的作品在1993年年发布，主要是和教育有关的软件。1994年，INC就彻底消失了。
National Elite Underground Alliance（NEUA）
National Elite Underground Alliance活跃于90年代初，发表于IBM软件破解。大部分成员是纽约人。
PARADOX（PDX）
1989年成立于Amiga。发布了大量PC和console有关的作品。至今仍旧活动。
Pirates With Attitude（PWA）
PWA成立于1992年直到2000年。最强的是他们在WIN98正式发布前的4星期破解了WIN98并在网上发布了它。PWA members were raided close after the passing of the No Electronic Theft or "NET" Act.
Public Enemy（PE）
Public Enemy是90年代初一个非常有竞争力的破解组织。 （页面存档备份，存于） 组织历史 （页面存档备份，存于）
Radium（RDM）
RDM在2001年有意识般消失了！因为他们得到消息，商業軟體聯盟已经看中他们了，并将RDM列为第一目标
SKIDROW
SKIDROW是一個著名的破解團隊，最初成立於1990年，破解Amiga平台上的遊戲，並使用了座右銘“雙重樂趣-麻煩倍增！”。自那時候起，SKIDROW在1992年發行的一款帶有10 Pinball Fantasies遊戲的Cracktro軟件包含了其當時的完整會員名單。 （页面存档备份，存于）SKIDROW的最新版本於2007年6月開始發布未經授權的遊戲副本，當時他們宣布返回破解軟件行業。他們是第一個破解Ubisoft的Uplay DRM版本的小組，因爲玩家在刺客信條II，波斯王子：被遺忘的沙灘中，玩家必須與Ubisoft的許可服務器建立Internet連接才可遊玩。
之後，該小組發布了針對Denuvo防篡改遊戲，昨天：起源和駭客入侵：人類岐裂-犯罪過去的破解版。因爲前者對防篡改的實現不好，使得逆向工程更容易。因爲Denuvo在C＃以及Unity引擎的遊戲上不夠安全。